# Joan Lodewijk Gerhard Gregory
Joan Lodewijk Gerhard Gregory (Laubegast, Dresden, 14 april 1808 - Den Haag, 30 januari 1891) was een Nederlands jurist.

## Familie
Gregory was een zoon van de Nederlander Jacob Adriaan Gregory, een Oranjegezind man die in de tijd van de Bataafse Revolutie was uitgeweken naar Duitsland, en de Duitse Christina Frederika Flade. Rond 1813 ging het gezin in Nederland wonen. Gregory bracht zijn jeugd grotendeels door in het Gelderse Doesburg.
Hij studeerde rechten in Utrecht en promoveerde in 1832. Tijdens de strijd tegen de Belgen in 1830 nam Gregory als Vrijwillig Jager van de Utrechtse Hogeschool deel aan de Tiendaagse Veldtocht.

## Carrière
In 1833 vestigde Mr. Gregory zich in Den Haag als advocaat bij het gerechtshof aldaar. Drie jaar later werd hij substituut-officier bij de rechtbank in Hoorn. Van 1838-1841 was hij advocaat-generaal van het Hof van Drenthe, gevestigd in Assen. Hij werd vervolgens benoemd tot referendaris van het Departement van Justitie (1841-1845). In 1842 werd hij geridderd in de Orde van de Nederlandse Leeuw. In 1845 verliet hij Justitie en werd advocaat-generaal bij de Hoge Raad (1845-1868).

### Commissaris des Konings
In 1868 keerde Gregory terug in Assen, nadat hij door koning Willem III was benoemd tot commissaris des Konings in de provincie Drenthe. In zijn tijd als commissaris zette hij zich onder andere in voor de verbetering van de infrastructuur in Drenthe en voor het behoud van de hunebedden. In 1873 was hij gastheer van de koning bij diens bezoek aan de provincie en werd bij deze gelegenheid benoemd tot ridder 2e klas in de Orde van de Gouden Leeuw van Nassau. In 1875 werd hem eervol ontslag verleend. Vervolgens was hij nog van 1877-1885 curator van de Rijksuniversiteit Groningen.
In 1885 heeft Gregory samen met zijn broer Frederik (financieel gesteund door het Koninklijk Huis en enkele belangstellenden) een marmeren gedenkteken opgericht voor viceadmiraal Van Berchem in de kerk te Doesburg. Gregory overleed in 1891 in Den Haag en werd begraven op Oud Eik en Duinen.